# Centaurea occasus
Centaurea occasus — вид квіткових рослин родини айстрових (Asteraceae). Ендемік пд. Португалії.
Сім'янки 3,1–3,5 мм завдовжки.